# Акранес
А́кранес (исл. Akranes) — город в Исландии, расположенный на западном побережье страны в заливе Фахсафлоуи Атлантического океана у Хваль-фьорда, в 20 км (по прямой; 50 км по автодорогам) севернее от Рейкьявика. Население — 6754 человека (2015). Акранес является ведущим рыболовным портом.

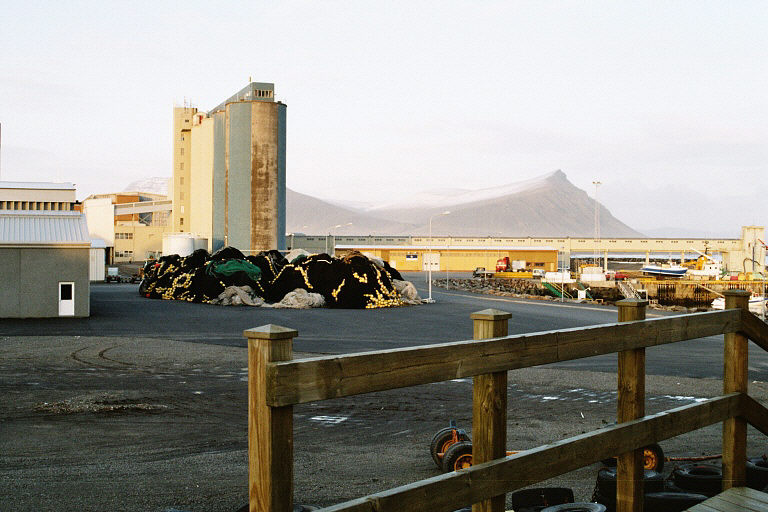
Порт Акранеса

## История
Первое поселение на месте современного Акранеса было основано переселенцами из Ирландии в 880 году. Топоним Акранес упомянут во многих исландских сагах, а также в «Книге о заселении Исландии»:
«Книга о заселении земли» (исл. Landnámabók):

Тормод Старый и Кетиль, сыновья Бреси, прибыли в Исландию из Ирландии и заняли весь Полевой Мыс между Тайменьей Рекой и Рекой Кальмана.Оригинальный текст (др.-исл.)Þormóðr inn gamli ok Ketill Bresasynir fóru af Írlandi til Íslands ok námu Akranes alt á milli Aurriðaár ok Kalmansár.
В середине XVII века здесь образовалось рыбацкое поселение. Город - с 1942 года. Начал интенсивно развиваться в 1950-е годы, когда в городе был построен цементный завод − единственный на сегодняшний день[когда?] в Исландии. В 1998 году построен завод по выплавке алюминия компании Century Aluminum (англ.). Также в городе имеются завод ферросплавов, ГЭС, судоверфь. В городе работает фабрика одной из ведущих исландских рыболовных компаний HB Grandi.
В 1998 году открыт подводный тоннель Хвальфьярдаргёнг (длина — около 6 км, наибольшая глубина — 165 м), позволивший более чем на 60 км сократить расстояние между Акранесом и столицей.

## Достопримечательности
Рядом с Акранесом располагается гора Акрафьядль, высотой 643 м. В районе Хваль-фьорда расположен водопад Глимюр, являющийся частью реки Ботнсау. Это самый высокий водопад Исландии — 198 м.
В городе расположены несколько музеев — национальный этнографический музей (расположен под открытым небом), музей камня, музей Исландского геодезического общества и музей спорта. Церковь постройки 1896 года. Картинная галерея.
Футбольная команда «Акранес» играет в высшем дивизионе исландского первенства.

## Персоналии
- Хагалин, Гудмундур Гисласон (1898—1985) — исландский писатель.
- Арнор Сигурдссон — исландский футболист.